# Favela do Lixão
A Favela do Lixão é uma favela do município de Duque de Caxias, na Baixada Fluminense. Como quase todas as comunidades de baixa renda do Rio de Janeiro, a Favela do Lixão é dominada pelo crime organizado e tem um cotidiano de violência armada.
Apesar do nome, a Favela do Lixão não é próxima ao Aterro sanitário de Gramacho. Ao contrário, esta favela está bem próxima do centro comercial do município, localizada no próprio bairro do Centro, ao lado da Rodoviária e do "Shopping Center" de Duque de Caxias. Também é, juntamente com as favelas da Prainha e Vila Ideal, limítrofe (separada pelo Rio Meriti) ao município do Rio de Janeiro.